# Reg Park
Roy "Reg" Park (Yorkshire, Inglaterra 7 de Junho de 1928  - Johannesburgo, 22 de novembro de 2007) foi um fisiculturista, homem de negócios e ator britânico.

## Biografia
Ficou conhecido por sua atuação no ramo no cinema interpretando papéis como Hércules, haja vista seu grande desenvolvimento físico. Embora sua carreira cinematográfica tenha sido tremendamente reduzida, limitada apenas cinco filmes, todos enquadrados dentro do gênero peplum e filmados entre 1961 e 1965, destacou-se também no fisiculturismo, ganhando várias competições como Mr. Grã-Bretanha em 1949. Em 1950 o Mr. Europa e foi três vezes Mr. Universo em 1951, 1958 e 1965. Reg Park, que já gozava de status de ator e fisiculturista consagrado, exerceu grande influência sobre o então iniciante Arnold Schwarzenegger, com o qual chegou a competir em algumas oportunidades.
Faleceu em 22 de novembro de 2007, em sua casa, na África do Sul, depois de uma batalha de oito meses contra um melanoma com metástase, uma forma de câncer de pele que ele tinha diagnosticado nesse ano.

## Filmografia Parcial
- 1961 - Ercole al centro della Terra
- 1961 - Ercole alla conquista di Atlantide
- 1964 - Maciste nelle miniere di re Salomone
- 1964 - Ursus, il terrore dei kirghisi
- 1965 - Sfida dei giganti